# SMS König
O SMS König foi um couraçado operado pela Marinha Imperial Alemã e a primeira embarcação da Classe König, seguido pelo SMS Grosser Kurfürst, SMS Markgraf e SMS Kronprinz. Sua construção começou em outubro de 1911 no Estaleiro Imperial de Wilhelmshaven e foi lançado ao mar em março de 1913, sendo comissionado em agosto do ano seguinte. Era armado com uma bateria principal composta por dez canhões de 305 milímetros montados em cinco torres de artilharia duplas, tinha um deslocamento de mais de 28 mil toneladas e alcançava uma velocidade máxima de 21 nós.
O König entrou em serviço no início da Primeira Guerra Mundial e atuou como parte da Frota de Alto-Mar, participando da maioria das operações navais alemãs durante o conflito. Esteve envolvido em várias surtidas em 1914 e 1915, enquanto em meados de 1916 esteve presente na Batalha da Jutlândia. Nesta, ele liderou a linha de batalha alemã e enfrentou vários couraçados britânicos, sendo atingido pelo inimigo várias vezes. No ano seguinte deu apoio para a Operação Albion, enfrentando e danificando fatalmente o pré-dreadnought russo Slava na Batalha do Estreito de Moon.
A Alemanha foi derrotada em novembro de 1918 e o König se rendeu para a Grande Frota britânica no mesmo mês, sendo internado junto com o resto da Frota de Alto-Mar na base britânica de Scapa Flow, nas Ilhas Órcades. Permaneceu imobilizado no local pelos meses seguintes enquanto o Tratado de Versalhes era negociado. O couraçado acabou deliberadamente afundado por sua própria tripulação em 21 de junho de 1919 para que não fosse tomado pelos britânicos. Diferentemente de outros navios, seus destroços nunca foram reflutuados e permanecem naufragados.